# Veman
Veman är en 70 km lång å i Härjedalen och ingår i Ljusnans vattensystem. Den rinner upp ett stycke norr om Vemdalen, passerar orten Vemhån och mynnar i Svegssjön.
Veman är känd som sportfiskevatten.